# Сан-Просперо
Сан-Просперо (італ. San Prospero) — муніципалітет в Італії, у регіоні Емілія-Романья,  провінція Модена.
Сан-Просперо розташований на відстані близько 350 км на північ від Рима, 45 км на північний захід від Болоньї, 17 км на північний схід від Модени.
Населення — 5887 осіб (2014).
Щорічний фестиваль відбувається 24 листопада. Покровитель — San Prospero.

## Демографія
Населення за роками:

Станом на 1 січня 2023 року в муніципалітеті офіційно проживало 747 іноземців з 49 країн, серед них 200 громадян країн Євросоюзу та 17 громадян України.

## Сусідні муніципалітети
- Бомпорто
- Кампозанто
- Карпі
- Кавеццо
- Медолла
- Сольєра